# Dragon Ball Z: Kakarot
Dragon Ball Z: Kakarot (ドラゴンボールZ カカロット?, Doragon Bōru Zetto: Kakarotto) è un videogioco action RPG semi-open world basato sul franchise di Dragon Ball sviluppato da CyberConnect2 e pubblicato da Bandai Namco Entertainment il 16 gennaio 2020 in Giappone, e il giorno seguente nel resto del mondo, per PlayStation 4, Xbox One, Microsoft Windows. È stata pubblicata anche una versione per Nintendo Switch, il 22 settembre 2021 in Giappone, e il 24 settembre nel resto del mondo; un'altra versione del gioco, per Google Stadia, è stata distribuita il 26 ottobre dello stesso anno. Dal 13 gennaio 2023 è disponibile per PlayStation 5 e Xbox Series X/S.
Il gioco ricopre l'intera storia dell'anime Dragon Ball Z (seconda parte del manga Dragon Ball), oltre a mostrare scenari inediti della serie.
Akira Toriyama, creatore della serie, ha disegnato un nuovo personaggio originale apposta per il gioco, Bonyu (ボニュー?, Bonyū), un ex-membro donna della Squadra Ginew che farà la sua comparsa in una missione secondaria.

## Trama
La trama di Dragon Ball Z: Kakarot riprende esattamente quella di Dragon Ball Z, riproponendo in maniera molto fedele gli scenari, i personaggi e le battute. Partendo dalla "Saga dei Saiyan" e proseguendo fino alla "Saga di Majin Bu", il gioco offre anche nuovi retroscena sui personaggi e sulla storia, attraverso i quali è possibile scoprire dettagli non approfonditi nella serie.

## Personaggi
Giocabili
- Goku
- Gohan
- Piccolo
- Vegeta
- Trunks
- Gotenks +
- Vegeth +
- Bardak (DLC)
- Principe Vegeta (DLC)

Di supporto
- Goten
- Trunks (bambino)
- Androide N° 18
- Crilin
- Yamcha
- Tenshinhan
- Jiaozi
- Toma (DLC)
- Seripa (DLC)

Boss
- Radish
- Gohan
- Saibaiman
- Nappa
- Vegeta
- Cui
- Dodoria
- Zarbon
- Guldo
- Rekoom
- Burter
- Jeeth
- Capitano Ginew
- Freezer
- Mecha Freezer
- Bonyu
- Androide N° 19
- Androide N° 20
- Androide N° 18
- Androide N° 17
- Cell
- Cell Jr.
- Pui Pui
- Yakon
- Darbula
- Majin Bu
- Super Bu
- Kid Bu
- Mira
- Bills (DLC)
- Freezer dorato (DLC)
- Grande mago Piccolo (DLC)
- Taobaibai (DLC)
- Tenshinhan (DLC)
- Majunior (DLC)
- Pan (DLC)
- Goten (DLC)
- Mo Kekko (DLC)
- Ub (DLC)

## Colonna sonora
1. The Adventure Begins! - 4:19
2. TENKA WAKEMENO CHOUKESSEN! - 5:32
3. A Moment of Peace - 5:32
4. Prologue I - 5:32
5. CHA-LA HEAD-CHA-LA (Variation) - 4:27
6. Country Living - 3:02
7. Clash of Warriors - 4:01
8. Battle at the Edge of the Galaxy - 4:11
9. Fast and Furious Flight - 3:47
10. Contest of Rivals - 5:11
11. It's a Big World - 5:20
12. King Kai at the Edge of the Other World - 6:00
13. Eat Up! - 5:00
14. Stifled Tears - 4:16
15. Shrouded in Darkness - 4:27
16. Impending Dread - 4:05
17. Feeling the Pressure - 5:14
18. Scour the Earth - 3:30
19. Everyday Misadventures - 4:04
20. On the Hunt - 4:15
21. It's Gonna Be All Right - 4:14
22. Hold Your Breath - 3:24
23. SON GOHAN TO PICCOLO DAIMAOU - 3:54
24. Dragon Ball Know-It-All - 4:59
25. Subtitle I - 0:09
26. Campfire Cookout - 0:05
27. CHA-LA HEAD-CHA-LA (Orchestral) - 5:05
28. City Living - 4:42
29. Bulma the Brilliant - 4:04
30. Frieza Force on the Move - 4:21
31. Battle against a Fierce Foe Theme - 5:06
32. KYOUFU NO GINYU TOKUSENTAI Theme - 4:30
33. SHI O YOBU CELL GAME - 3:31
34. Prologue II - 3:06
35. Home to a Hero, Satan City - 5:09
36. In the Hall of the Gods - 5:28
37. The Sacred Land of the Kais - 4:28
38. Return of the Red Ribbon Army - 5:52
39. Super Warrior Skirmish Theme - 4:33
40. Against All Odds - 4:38
41. Fight to the Death - 5:34
42. Namek's Final Moments - 4:51
43. Contending with Perfection - 3:23
44. The Ultimate Android - 3:48
45. Galactic Showdown with Majin Buu - 4:11
46. Struggle to Defend the Universe - 5:54
47. To the Edge of the Universe - 2:32
48. Need for Speed - 2:58
49. NEW HERO TOUJOU - 4:17
50. MOETSUKIRO!! NESSEN • RESSEN • CHOU GEKISEN - 3:44
51. Subtitle II - 0:11
52. WE GOTTA POWER (Instrumental) - 2:50

### Compilation Pack(DLC)
Dal 28 aprile 2020 è disponibile questa nuova raccolta di brani tratti da Dragon Ball, Dragon Ball Z e Dragon Ball KAI:
1. Makafushigi Adventure!
2. Romantic Ageruyo
3. We Gotta Power
4. Detekoi Tobikiri Zenkai Power
5. Bokutachi wa Tenshi Datta
6. Dragon Soul
7. Unmei No Hi ~TAMASHII VS TAMASHII~
8. "Dragon Ball Z" BGM (TV)
9. Kaibutsu Frieza Vs Densetsu no Super saiyajin
10. Yappari Saikyo Son Goku!! (We Gotta Power)
11. Solid State Scouter.

## Doppiaggio
| Personaggio       | Doppiatore originale        | Doppiatore americano            |
| ----------------- | --------------------------- | ------------------------------- |
| Goku              | Masako Nozawa               | Sean Schemmel                   |
| Gohan (bambino)   | Masako Nozawa               | Colleen Clinkenbeard            |
| Gohan (adulto)    | Masako Nozawa               | Kyle Hebert                     |
| Goten             | Masako Nozawa               | Kara Edwards                    |
| Vegeta            | Ryō Horikawa                | Christopher Sabat               |
| Piccolo           | Toshio Furukawa             | Christopher Sabat               |
| Trunks (adulto)   | Takeshi Kusao               | Eric Vale                       |
| Trunks (bambino)  | Takeshi Kusao               | Alexis Tipton                   |
| Upa               | Takeshi Kusao               | J. Michael Tatum                |
| Crilin            | Mayumi Tanaka               | Sonny Strait                    |
| Yajirobei         | Mayumi Tanaka               | Mike McFarland                  |
| Baba              | Mayumi Tanaka               | Linda Young                     |
| Suno              | Mayumi Tanaka               | Felicia Angelle                 |
| Yamcha            | Tōru Furuya                 | Christopher Sabat               |
| Tenshinhan        | Hikaru Midorikawa           | John Burgmeier                  |
| Androide Nº 16    | Hikaru Midorikawa           | Jeremy Hinman                   |
| Jiaozi            | Hiroko Emori                | Brina Palencia                  |
| Androide Nº 18    | Miki Itō                    | Meredith McCoy                  |
| Radish            | Shigeru Chiba               | Justin Cook                     |
| Pilaf             | Shigeru Chiba               | Chuck Huber                     |
| Nappa             | Tetsu Inada                 | Phil Parsons                    |
| Bulma             | Aya Hisakawa                | Monica Rial                     |
| Trunks (neonato)  | Aya Hisakawa                | Alexis Tipton                   |
| Chichi            | Naoko Watanabe              | Cyntia Cranz                    |
| Pual              | Naoko Watanabe              | Brina Palencia                  |
| Maestro Muten     | Masaharu Sato               | Mike McFarland                  |
| Re Kaioh          | Naoki Tatsuta               | Sean Schemmel                   |
| Narratore         | Naoki Tatsuta               | Doc Morgan                      |
| Olong             | Naoki Tatsuta               | Bryan Massey                    |
| Dio               | Bin Shimada                 | Christopher Sabat               |
| Babidy            | Bin Shimada                 | Duncan Brannan                  |
| Mr. Popo          | Yasuhiko Kawazu             | Chris Cason                     |
| Suddito           | Yasuhiko Kawazu             | Daman Mills                     |
| Korin             | Uoken                       | Christopher Sabat               |
| Shenron           | Ryuzaburou Ohtomo           | Christopher Sabat               |
| Stregone del toro | Ryuzaburou Ohtomo           | Kyle Hebert                     |
| Re Enma           | Ryuzaburou Ohtomo           | Chris Rager                     |
| Polunga           | Ryuzaburou Ohtomo           | Christopher Sabat               |
| Re Cold           | Ryuzaburou Ohtomo           | Jason Douglas                   |
| Darbula           | Ryuzaburou Ohtomo           | Rick Robertson                  |
| Saibaiman         | Yusuke Numata               | John Burgmeier                  |
| Uomo col fucile   | Yusuke Numata               | Mark Orvik                      |
| Freezer           | Ryūsei Nakao                | Daman Mills                     |
| Dodoria           | Takashi Nagasako            | John Swasey                     |
| Zarbon            | Hiroaki Miura               | Christopher Sabat               |
| Ginew             | Katsuyuki Konishi           | R. Bruce Elliot                 |
| Guldo             | Yasuhiro Takato             | Greg Ayers                      |
| Yamu              | Yasuhiro Takato             | John Burgmeier                  |
| Rekoom            | Seiji Sasaki                | Christopher Sabat               |
| Burter            | Masaya Onosaka              | Christopher Sabat               |
| Jeeth             | Daisuke Kishio              | Christopher Sabat               |
| Dende (bambino)   | Aya Hirano                  | Maxey Whitehead                 |
| Dende (adulto)    | Aya Hirano                  | Justin Cook                     |
| Anziano Saggio    | Yasunori Masutami           | Bill Jenkins                    |
| Nail              | Taiten Kusunoki             | Sean Schemmel                   |
| Cui               | Eiji Takemoto               | Bill Townsley                   |
| Nam               | Eiji Takemoto               | Jerry Jewel                     |
| Appule            | Takahiro Yoshimizu          | Brandon Potter                  |
| Cell              | Norio Wakamoto              | Dameon Clark                    |
| Cell Jr.          | Takahiro Fujimoto           | Justin Cook                     |
| Tartaruga         | Takahiro Fujimoto           | Chris Cason                     |
| Bubbles           | Takahiro Fujimoto           | Christopher Sabat               |
| Androide Nº 17    | Shigeru Nakahara            | Chuck Huber                     |
| Androide Nº 19    | Yukitoshi Hori              | Todd Haberkorn                  |
| Androide Nº 20    | Ikuya Sawaki                | Kent Williams                   |
| Mr. Satan         | Masashi Ebara               | Chris Rager                     |
| Majin Bu          | Kozo Shioya                 | Josh Martin                     |
| Kaiohshin         | Shinichiro Ota              | Kent Williams                   |
| Kibitoshin        | Shinichiro Ota              | Kent Williams                   |
| Kibith            | Shin Aomori                 | Chuck Huber                     |
| Vecchio Kaioh     | Ryoichi Tanaka              | Kent Williams                   |
| Dr. Briefs        | Ryoichi Tanaka              | Mark Stoddart                   |
| Moori             | Kazuhiro Yamaji             | Barry Yandel                    |
| Videl             | Yūko Minaguchi              | Kara Edwards                    |
| Sharpner          | Mitsuaki Madono             | Duncan Brannan                  |
| Iresa             | Megumi Urawa                | Alexis Tipton                   |
| Marron            | Hiroko Ushida               | Tia Ballard                     |
| Presentatori      | Tamotsu Nishiwaki           | Eric Vale                       |
| Presentatori      | Tamotsu Nishiwaki           | Justin Briner                   |
| Presentatori      | Tamotsu Nishiwaki           | Kyle Phillips                   |
| Spopovitch        | Hisao Egawa                 | A.T. Chandler                   |
| Bora              | Hisao Egawa                 | J. Michael Tatum                |
| Pui Pui           | Tomohiso Aso                | Josh Martin                     |
| Yakon             | Yoshiyuki Kono              | Cris George                     |
| Bee               | Masami Suzuki               | Christopher Bevins              |
| Maestro Shen      | Hiroshi Iwasaki             | Chuck Huber                     |
| Taobaibai         | Yukimasa Kishino            | Kent Williams                   |
| Shu               | Tesshō Genda                | Chris Cason                     |
| Mai               | Eiko Yamada                 | Colleen Clinkenbeard            |
| Otto              | Shōzō Iizuka                | Mike McFarland                  |
| Contadino         | Keiichi Sonobe              | John Swasey                     |
| Lunch             | Mami Koyama                 | Meredith McCoy                  |
| Arale Norimaki    | Mami Koyama                 | Brina Palencia                  |
| Gacchan           | Kumiko Nishihara            | Jeannie Tirado                  |
| Senbei Norimaki   | Yusaku Yara                 | R. Bruce Elliott                |
| Mira              | Hiroki Takahashi            | J. Michael Tatum                |
| Towa              | Masako Katsuki              | Stephanie Young                 |
| Bonyu             | Yū Kobayashi                | Rachel Robinson                 |
| Ricercatrice      | Houko Kuwashima             | Jeannie Tirado                  |
| Gotenks           | Masako Nozawa Takeshi Kusao | Kara Edwards Alexis Tipton      |
| Vegeth            | Masako Nozawa Ryo Horikawa  | Sean Schemmel Christopher Sabat |

## Edizioni

### Standard Edition
- Il gioco[13]

### Deluxe Edition
- Il gioco
- Un oggetto da cucina che dona bonus permanenti a PS e ATT aura.
- Il Season Pass (2 episodi originali e una nuova storia)

### Ultimate Edition
- Il gioco
- Il Season Pass 1 (2 episodi originali e una nuova storia)
- MUSIC COMPILATION PACK (11 brani tratti dall'anime)
- Colonna di Taobaibai

### Collector's Edition
- Contiene la versione standard del gioco con il Season Pass 1
- diorama esclusivo di 20x20x20 cm
- lo Steelbook
- il Game artbook di 25x30 cm
- Mappa del mondo di gioco di 48x31 cm[13].

Bonus pre-ordine
Contiene un oggetto da cucina che fornisce un bonus permanente a PS e ATT mischia, la missione secondaria esclusiva "Un'esplosiva festa fra amici" e la possibilità di sbloccare anticipatamente l'allenamento con Bonyu, un personaggio inedito creato dal maestro Akira Toriyama.

## Contenuti aggiuntivi
| Nome                                    | Data di uscita   | Descrizione | Stagione               |
| --------------------------------------- | ---------------- | --- | ---------------------- |
| DRAGON BALL Z: KAKAROT Bonus Items Pack | 17 gennaio 2020  | Contiene la missione secondaria esclusiva Un'esplosiva festa fra amici e la possibilità di sbloccare anticipatamente l'allenamento con Bonyu                                                    | Pre-Order              |
| Aged Wild Steak                         | 17 gennaio 2020  | Oggetto da usare per incrementare le statistiche di un personaggio. | Pre-Order              |
| A NEW POWER AWAKENS: Part 1             | 28 aprile 2020   | Include il nuovo episodio Battaglia boss che include nuova trasformazione, nuovi Attacchi speciali, nuovo livello combo, nuovi emblemi anima, nuovi oggetti per incrementare ESP e molto altro. | Season Pass 1          |
| Tao Pai Pai Pillar                      | 18 giugno 2020   | La Colonna di Taobaibai per attraversare il mondo. | DLC                    |
| Dragon Ball Card Warriors               | 27 ottobre 2020  | È una modalità, gioco di carte TCG che permette di sfidarsi tramite mazzo di carte in partite online a torneo, sfide e in eventi mensili.                                                       | Aggiornamento gratuito |
| A NEW POWER AWAKENS: Part 2             | 17 novembre 2020 | Include una nuova trasformazione per Goku e Vegeta, un nuovo Attacco speciale, rimozione del limite di livello e altro.                                                                         | Season Pass 1          |
| TRUNKS: The Warrior Of Hope             | 11 giugno 2021   | Include un nuovo arco narrativo, nuovi Attacchi Speciali, nuovi Emblemi anima e tanti altri contenuti.                                                                                          | Season Pass 1          |
| Steaming - Hot Grilled Fish             | 9 gennaio 2023   | Oggetto da usare per incrementare le statistiche di un personaggio. | Season Pass 1          |
| Dragon Palace Bowl                      | 9 gennaio 2023   | Oggetto da usare per incrementare le statistiche di un personaggio. | Season Pass 1          |
| BARDOCK: Alone Against Fate             | 12 gennaio 2023  | Include un nuovo arco narrativo, nuovi Attacchi Speciali, nuovi Emblemi anima e tanti altri contenuti.                                                                                          | Season Pass 2          |
| Sea Monster Soup                        | 12 gennaio 2023  | Oggetto da usare per incrementare le statistiche di un personaggio. | Season Pass 2          |
| The 23rd World Tournament               | 17 agosto 2023   | Include un nuovo arco narrativo, nuovi Attacchi speciali, nuovi Emblemi anima e molto altro ancora.                                                                                             | Season Pass 2          |
| Goku's Next Journey                     | 21 febbraio 2024 | Include un nuovo arco narrativo, nuovi Attacchi speciali, nuovi Emblemi anima e tanto altro ancora.                                                                                             | Season Pass 2          |

## Accoglienza
| Testata                          | Versione | Giudizio |
| -------------------------------- | -------- | -------- |
| Metacritic (media al 14/17/2023) | PC       | 73/100   |
| Metacritic (media al 14/17/2023) | PS5      | 76/100   |
| Metacritic (media al 14/17/2023) | PS4      | 73/100   |
| Metacritic (media al 14/17/2023) | Switch   | 78/100   |
| Metacritic (media al 14/17/2023) | XONE     | 74/100   |
| IGN                              | XONE     | 7/10     |
| Multiplayer.it                   | PS4      | 7,8/10   |
| Multiplayer.it                   | Switch   | 7,8/10   |
| Everyeye.it                      | PS4 Pro  | 7,5/10   |
| Destructoid                      | PS4      | 7/10     |
| Famitsū                          | PS4 XONE | 34/40    |
| Game Informer                    | PS4      | 8/10     |
| Game Revolution                  | PS4      | 4/5      |
| GameSpot                         | PS4      | 7/10     |
| GamesRadar+                      | PC       | 3/5      |
| Hardcore Gamer                   | PC       | 3/5      |
| PC Gamer                         | PC       | 76/100   |
| The Games Machine                | Switch   | 7.7/10   |

Il gioco ha ricevuto un'accoglienza positiva. Il sito web Metacritic gli ha assegnato un punteggio di 71/100 per la versione PC, 73/100 per la versione Playstation 4 e 74/100 per la versione Xbox One. Michael Saltzman di IGN ha dato al gioco un punteggio di 7/10, lodandone combattimenti e presentazione della storia, ma criticandone i suoi elementi di gioco di ruolo scadenti. Il sito web Multiplayer.it lo ha votato con un 7.8/10, e, oltre alle ragioni già espresse da IGN, ne ha anche criticato i pochi personaggi giocabili, la telecamera spesso impazzita e gli obiettivi della campagna e delle storie secondarie spesso ripetitivi.

### Vendite
Il gioco è stato il secondo gioco più venduto durante la sua prima settimana di uscita in Giappone con 89 537 copie vendute, secondo solo a Yakuza: Like a Dragon. Nel Regno Unito, Kakarot ha debuttato al numero uno della classifica delle vendite.
In una conferenza, Bandai Namco ha rivelato che il gioco ha venduto in una settimana un milione e mezzo di copie in tutto il mondo, rivelandosi un grande successo commerciale.
Dragon Ball Z: Kakarot è stato il gioco più venduto del mese di gennaio 2020 negli Stati Uniti, e tramite il suo milione e mezzo di copie vendute, è diventato il terzo gioco di Dragon Ball più venduto nella storia, preceduto da Dragon Ball FighterZ e Dragon Ball Xenoverse.